# Harry ter Heide

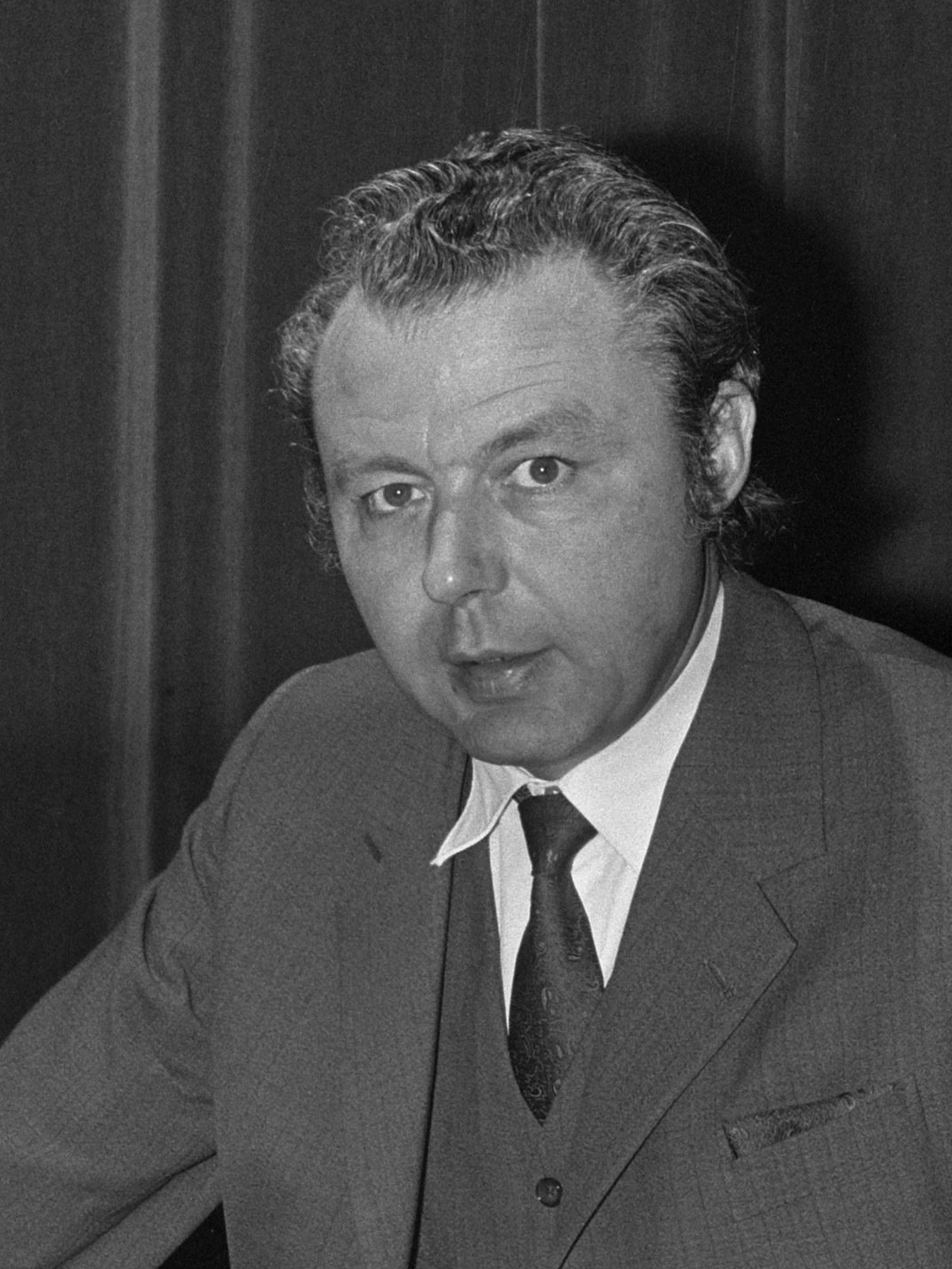
Harry ter Heide (1972)

Harry ter Heide (Almelo, 10 maart 1928 - Amsterdam, 14 april 1985) was een Nederlands econoom, vakbondsman en hoogleraar aan de Interuniversitaire Interfaculteit Bedrijfskunde (IIB) te Delft.

## Leven en werk
Ter Heide groeide op in de moeilijke jaren 30, in het centrum van de textielindustrie. De gevolgen van de economische depressie en de armoede van die tijd waren de motivatie voor zijn verdere loopbaan. Na de HBS in Almelo ging Harry ter Heide naar de Spoorschool en werkte als stationschef bij de NS in Almelo. In de avonduren behaalde hij zijn MO economie. In 1956 werd hij wetenschappelijk medewerker bij het NVV in Amsterdam en studeerde in de avonduren economie aan de VU in Amsterdam. In november 1961 deed hij daar zijn doctoraal examen. Hij was inmiddels getrouwd en had twee kinderen.
Binnen het NVV werd hij eerst secretaris en in 1971 volgde hij André Kloos op als voorzitter. In zijn jaren bij het NVV heeft hij zich o.a. beziggehouden met de EEG in Brussel. Hij was lid van het Economisch en Sociaal Comité van de EEG (nu EESC). Ook voerde hij onderhandelingen over de toetreding van Engeland in de EEG. Verder heeft hij zich sterk ingezet voor de fusie tussen NVV, CNV en NKV waaruit later het FNV, bestaande uit NVV en NKV, voortkwam. Ten slotte was hij vicevoorzitter van de SER ten tijde van het voorzitterschap van De Pous.
Op 27 oktober 1972, trad ter Heide af als voorzitter van het NVV na een conflict met het Industriebond NVV onder leiding van Arie Groenevelt. Harry ter Heide had voor 1973 een centraal akkoord gesloten met de regering en de werkgevers over de loonvoorwaarden. Dit werd door de Industriebond niet geaccepteerd. Groenevelt was een radicale vakbondsman die voor de vakbond niet alleen een taak zag weggelegd bij behartiging van directe werknemersbelangen, maar hij streefde ook een algemene maatschappelijke verandering na. Ter Heide was eerder een politicus van het poldermodel avant la lettre. In 1980 verscheen een uitgebreid artikel in Elsevier Weekblad van zijn hand, waarin hij aan de hand van het zgn. Prisoner's Dilemma uit de wiskunde de noodzaak van overleg tussen werkgevers en werknemers aantoonde in een tijd waarin de verhoudingen tussen deze partijen op scherp stonden.
Na zijn aftreden als NVV-voorzitter werd ter Heide in 1973 de eerste hoogleraar Omgeving in Nederland, aan de Interuniversitaire Interfaculteit Bedrijfskunde (IIB) te Delft. Deze leerstoel betrof de economische en sociale omgeving waarin bedrijven en organisaties opereren. Verder was hij lid van het Centraal Orgaan Tarieven Gezondheidszorg (COTG), commissaris bij de KLM en de AMRO Bank en was hij lid van diverse adviescommissies van de regering. Ter Heide woonde van 1964 tot zijn overlijden in Castricum.

## Publicaties
- 1974. Onderneming en verantwoordelijkheid
- 1975. VAD ter sprake : H.W.J. Bosman, T.C. Braakman, J. Varkevisser schrijven over vermogensaanwasdeling en discussiëren o.l.v. H. ter Heide. Stichting Maatschappij en Onderneming.
- 1976. Overleg en strijd : recente ontwikkelingen in de Nederlandse loonpolitiek. Stenfert Kroese.

- International Standard Name Identifier: 0000 0003 9489 8837
- Nederlandse Thesaurus van Auteursnamen: 169384489
- Virtual International Authority File: 289513520
- WorldCat: E39PBJkMJjpc8hq6tPYwXfjt8C